# ISO 3166-2:ET

نقشه استان های کشور اتیوپی

کد ISO 3166-2:ET بخشی از استاندارد ایزو ۳۱۶۶ برای کشور اتیوپی است که توسط سازمان بین‌المللی استانداردسازی ISO تنظیم شده‌است این سازمان، کدهای استاندارد را برای تقسیمات کشوری (ایالت‌ها یا استان‌های) کشورهای فهرست شده در استاندارد ایزو ۳۱۶۶-۱ تعریف می‌کند.
هر کد شامل دو بخش می‌گردد که توسط علامت - جدا می‌گردند.
- بخش نخست ET که در ایزو ۳۱۶۶-۱ آلفا-۲ کد کشور اتیوپی است.
- بخش دوم شامل یک یا دو یا سه حرف است که بیان‌کننده استان یا ایالت کشور اتیوپی می‌باشد.

## کدها
| کدها  | تقسیمات کشوری                  |
| ----- | ------------------------------ |
| ET-AA | آدیس آبابا (شهر)               |
| ET-DD | دیرداوه (شهر)                  |
| ET-AF | عفار                           |
| ET-AM | ناحیه امهارا                   |
| ET-BE | Benishangul-Gumuz Region       |
| ET-GA | منطقه گامبلا                   |
| ET-HA | منطقه حراری                    |
| ET-OR | منطقه اورومیا                  |
| ET-SO | استان سومالی                   |
| ET-TI | استان تیگرای                   |
| ET-SN | منطقه ملل جنوبی، ملیت‌ها و مردم |